# 난파선 (1990년 영화)
《난파선》(노르웨이어: Haakon Haakonsen)는 1990년에 공개된 노르웨이의 영화이다. 대니얼 디포의 소설 《로빈슨 크루소》를 바탕으로 제작되었다.

## 출연
- 스티안 스메스타드 - 하콘
- 트론 페테르 스탐쇠 뭉크 - 젠스
- 루이자 밀우드 헤이그 - 메리
- 가브리엘 번 - 매릭

## 한국판 성우진(KBS)
- 안경진 - 하콘(스티안 스메스타드)
- 김민석 - 젠스(트론 페테르 스탐쇠 뭉크)
- 김수경 - 메리(루이자 밀우드 헤이그)
- 설영범 - 매릭(가브리엘 번)
- 김정경 - 선장(셸 스토르모엔)
- 김태연 - 하콘의 아버지(비욘 선드퀴스트)
- 강연숙 - 하콘의 엄마(에바 폰 한노)
- 이근욱 - 선원(크누트 발레)
- 노민 - 갑판장(욘 시구르 크리스텐슨)
- 윤기황 - 하레스(프랭크 크로그) / 선원(하랄 브레나)
- 이윤선 - 매릭의 부하(가이 피턴) / 보안관(렌노브 넬슨)
- 유제상 - 선원(칼 순뷔)